# Lycée de Joachimsthal
Le lycée de Joachimsthal (Joachimsthalsches Gymnasium) était une école princière pour garçons surdoués.
Fondée à Joachimsthal en 1607, elle est située entre 1636 et 1912 à Berlin puis, à partir de 1912 à Templin.
Fermée en 1956, le bâtiment a été utilisé à d'autres fins jusqu'en 1996 puis est resté inoccupé jusqu'en 2021 et a été menacé de ruines. Le 6 décembre 2018, le Conseil supérieur des Écoles européennes - il s'agit des représentants des 28 ministres de l'éducation des États membres de l'Union Européenne - a décidé d'ouvrir le processus d'accréditation d'une École européenne Templin (EST). Les bâtiments historiques sont sous la protection du patrimoine culturel.

## Histoire
En 1601, l'électeur Joachim III Frédéric de Brandebourg propose de fonder une école d'élite pour garçons surdoués dans le pavillon de chasse de Joachimsthal près d'Eberswalde, sur le modèle des écoles princières de Saxe. L'école est délibérément planifiée et gérée avec un objectif chrétien-humaniste. Il s'agissait d'éduquer les garçons pour leurs études et d'en faire des employés compétents au service de l'État et de l'Église. Avec Christoph Pelargus (de), le doyen de l'Université de Viadrina, l'aumônier de la cour Johannes Fleck et l'aumônier de la cour et surintendant Simon Gedik, un concept pour l'école est développé. Les 23 et 24 août 1607, l'école est officiellement ouverte sous le nom de Gymnasium Electorale Brandenburgium in valle Joachimica (Gymnase électoral) à Joachimsthal. Elle compte initialement 170 places pour les étudiants, dont 120 avec bourse d'études.
Le bâtiment de l'école est détruit le 6 janvier 1636 pendant la guerre de Trente Ans. Les élèves et les enseignants fuient à Berlin. L'enseignement est rouvert vers 1647 dans un bâtiment appartenant à la cathédrale de Berlin au coin de la Brüderstraße et de la Schlossplatz. Cependant, le Joachimsthalsche Gymnasium doit partager le bâtiment avec la Köllnische Schule réformée. En 1649, la maison Fink est achetée, mais elle n'est pas assez grande. L'électeur dégage donc également la voûte sous la salle d'audience de la chambre dans la partie sud du palais. Après avoir acheté une maison à l'angle sud-ouest de la Georgenstrasse et de la Heiligen Geist Strasse l'école déménage dans ce bâtiment en 1668. Mais ce bâtiment devient aussi rapidement trop petit et à partir de 1688 l'école s'installe dans la maison de la Heiliggeiststrasse, qui reçoit le numéro 5 vers 1800. Aujourd'hui, cette rue n'existe que dans une partie parallèle à la Spandauer Straße. Faisant allusion au lycée berlinois du monastère franciscain (Gymnasium zum Grauen Kloster), le surnom de Gymnasium zum Heiligen Geist lui est attribué. Pour couvrir le budget, le lycée reçoit diverses dotations de l'électeur, à partir desquelles il est constitué cinq bureaux, appelés plus tard bureaux scolaires.
À l'occasion du centième anniversaire de l'école en 1707, le roi de Prusse Frédéric Ier décerne le nom honorifique de Gymnasium Regium Joachimicum (Royal Joachimsthal High School) à l'ancienne école princière. Wilhelm Heinrich von Thulemeyer en devient l'un des directeurs en 1739. Son fils Friedrich Wilhelm von Thulemeyer (de) fait don d'environ 5 000 à 6 000 livres et d'une importante collection de musique à l' école en 1811.
En 1880, le lycée déménage dans un nouveau bâtiment dans ce qui était alors Kaiserallee 1-12 (aujourd'hui : Bundesallee). Le bâtiment, qui existe toujours, a été construit entre 1876 et 1880 par l'architecte Ludwig Giersberg (de) (1824-1883) selon les plans de Johann Heinrich Strack avec une arcade et une terrasse en façade. Formellement, il est calqué sur les bâtiments de la Haute Renaissance italienne ; il s'inscrit dans la tradition de construction de Karl Friedrich Schinkel.
La façade est complétée en 1882 par des éléments décoratifs picturaux en grès et liés dans deux niches pesant chacune 1 500 kilogrammes de statues, d'après un dessin de Max Klein (1847-1908). Le couronnement du pignon se composait de trois figures, la figure centrale pesant 2 250 kilogrammes et les deux figures de griffon comme acrotères d'angle pesant chacune 1 000 kilogrammes complétant ce niveau.
En 1901, Otto Schroeder (de) demande à un instituteur de rédiger un essai sur la Siegesallee. Le sujet est : La position des jambes des monuments dans la Siegesallee (Die Beinstellung der Denkmäler in der Siegesallee). Les élèves ont pour tâche de déduire leur caractère à partir de la position des jambes. Quatre de ces essais sont entrés dans l'histoire parce qu'ils ont atteint Guillaume II et ont été évalués et commentés en marge par le Kaiser lui-même - parfois très différemment de la censure des enseignants.
Dès 1890, de nouveaux quartiers urbains de l'ouest de Berlin se construisent autour du site. Ainsi, en 1905, il est décidé de s'éloigner de la région de Berlin et de revenir à l'emplacement d'origine (et éponyme) à Joachimsthal. Un accord est conclu avec l'administration municipale locale pour ériger de nouveaux bâtiments scolaires sur un terrain de 40 acres mis à disposition par Joachimsthal. Cependant, rien n'aboutit du projet pour des raisons restes obscures. L'administration de l'école choisit Templin comme nouvel emplacement du lycée, et le déménagement a lieu en 1912.
Le complexe de bâtiments de Wilmersdorf est allé au Joachim-Friedrich-Gymnasium en 1919, et à partir de 1920, il sert directement au bureau de district de Wilmersdorf. Il est gravement endommagé pendant la Seconde Guerre mondiale, mais est reconstruit par la suite. Le département de musique de l'Université des arts de Berlin s'y trouve depuis le XXIe siècle.
En 1912, le lycée est donc transféré à Templin où il emménage dans son propre nouveau bâtiment spacieux.
Pendant l' ère national-socialiste, la direction de l'école doit faire quelques concessions au pouvoir qui déterminait la vie quotidienne des élèves. Vers 1943, le pouvoir tente, surtout après la destitution du dernier recteur, d'en faire un établissement d'enseignement du Troisième Reich.
Après la fin de la guerre en 1945, le complexe scolaire a d'abord servi d'hôpital militaire pour l'Armée rouge. Lorsque l'hôpital a été déplacé, un détachement de chars soviétiques a utilisé la propriété pendant une courte période. L'éducateur Otto Deter milite pour que les cours reprennent au plus vite. Il est nommé recteur et parvient à faire reprendre les cours au Joachimsthal Gymnasium en novembre 1945.
Un statut de la fondation scolaire Joachimsthalsches Gymnasium, adopté le 28 avril 1947, entre en vigueur le 1er mai 1947 et constitue la nouvelle base juridique de l'établissement d'enseignement. Il identifie le lycée comme une fondation de droit public (fondation scolaire). Un conseil d'administration, qui, selon les statuts, doit être composé d'au moins trois membres, est habilité à représenter la société. Le conseil d'administration de la fondation Joachimsthalsches Gymnasium zu Templin comprend le directeur du gouvernement provincial de Brandebourg Kurt Grünbaum (de) comme premier président et les autres membres sont le ministre des Finances Walther Kunze (de) et le directeur ministériel Wilhelm Hartke (de) pour le Ministère de l’Éducation populaire, des sciences et des arts. Le vice-président du conseil d'administration est le recteur du lycée Otto Deter et, après son remplacement, le directeur de l'école Arthur Scharmentke. Un ingénieur de Templin et un conservateur exécutif complètent le conseil d'administration.
La statue en bronze du donateur, l'électeur Joachim Friedrich von Brandenburg, qui se trouvait dans la cour intérieure, est démontée et enlevée le 4 mars 1950. Depuis lors, elle a disparu sans laisser de trace.
La fondation est dissoute en 1956. À partir de 1956, le bâtiment est utilisé par le nouvel institut de formation des enseignants, à partir de 1988 une école technique pour les enseignants de maternelle et de 1990 à 1996 une école technique de pédagogie sociale.
L'État fédéral de Brandebourg, qui a été fondé après la réunification allemande, en est devenu propriétaire. En 2007, il vend aux enchères le site de 13 hectares avec front de mer et terrain de sport pour 1,5 million d'euros. L'acheteur est l'agent immobilier berlinois Christian Kolbe. Divers concepts pour une nouvelle utilisation n'ont pas été mis en œuvre après une interdiction de modification qui a depuis été levée. La création souhaitée d'un établissement d'enseignement n'a pas pu être réalisée faute d'une autorité scolaire appropriée.
Le bâtiment de l'école de Templin n'a pas été utilisé depuis 1996 et est donc à risque de vandalisme et de dégradation. Les coûts de réhabilitation et d'investissement sont estimés entre 16 et 32 millions d'euros.
Une école privée à temps plein est fondée à Joachimsthal pour l'année scolaire 2005/2006, qui fait référence à la tradition du Joachimsthal Gymnasium et s'est donné le nom de Freies Joachimsthaler Gymnasium. Initiée par le conseil scolaire Arbeiter-Samariter-Bund (de) (ASB), Kreisverband Barnim e. V., le nouvel établissement d'enseignement commence ses travaux. Au cours de l'année scolaire 2009/2010, le lycée à filière unique a également atteint le niveau secondaire II. Dans le même temps, la construction d'un nouveau bâtiment scolaire plus moderne a commencé. Les classes ont emménagé dans le nouveau bâtiment pour l'année scolaire 2010/2011. Toutes les classes de 7 à 12 sont représentées et ont un effectif maximum de 20 élèves.
En 2013, l' initiative Joachimsthalsches Gymnasium Templin est créée. Elle souhaite transformer l'établissement d'enseignement traditionnel de l'ancien site de Templin, connu bien au-delà du Brandebourg, en un nouvel internat à vocation internationale. L'initiative consiste en le Förderverein Joachimsthalsches Gymnasium Templin e. V., l'association pour la promotion de l'art et de la culture dans les nouveaux Länder e. V. et un bureau de projet bénévole à Berlin. La fondation à but non lucratif Joachimsthalsches Gymnasium Templin, fondée en juin 2016 et basée à Prenzlauer Allee 28 à Templin, est désormais propriétaire de la propriété et sponsor du projet European School Templin (EST). La fondation scolaire Joachimsthalsches Gymnasium a été fondée et à la fin de 2021, elle a levé suffisamment de fonds et de dons pour acheter l'ensemble du site, y compris les bâtiments, à l'agent immobilier berlinois pour trois millions d'euros. Dans ce contexte, le ministère de l'Éducation du Brandebourg a classé l'établissement d'enseignement comme bien culturel d'importance nationale.

## Anciens élèves et professeurs notables

### Anciens élèves
- Carl Ludwig Amelang (de) (1755-1819), juriste et fonctionnaire de la cour prussienne
- Carl Anwandter (de) (1801-1889), pharmacien germano-chilien et fondateur d'une école
- Achim von Arnim (1781-1831), poète
- Bernd Jakob von Arnim (de) (1719-1797), conseiller financier et numismate prussien
- Carl Ludolf Bernhard von Arnim (de) (1753-1828), président de gouvernement prussien
- Johann Jacob Baeyer (1794-1885), géodésien, général prussien et premier directeur de l'Institut royal de géodésie à Berlin (de)
- Friedrich von Bodelschwingh père (1831-1910), théologien, directeur de la fondation von Bodelschwingh de Bethel (de).
- Sigismund Ludwig Borkheim (de) (1826-1885), révolutionnaire et publiciste
- Karl Brunnemann (de) (1823-1896), pédagogue, philologue et historien
- Georg Büchmann (1822-1884), philologue
- Otto Friedrich Butendach (de) (1730-1798), théologien
- Paul Conrad (de) (1865-1927), théologien
- Gustav Rüthning (de), (1854-1944), historien
- Arved Deringer (de) (1913-2011), homme politique
- Otto Diels (1876-1954), chimiste, lauréat du prix Nobel de chimie en 1950
- Eugen Dühring (1833-1921), philosophe, économiste
- Friedrich Wilhelm von Dossow (1669-1758), général prussien
- Hans Egidi (de) (1890-1970), président du Tribunal administratif fédéral, député du Landtag de Brandebourg, administrateur de l'arrondissement de Prignitz-de-l'Est (de)
- Erich Everth (de) (1878-1934), historien de l'art, journaliste et spécialiste des journaux
- Friedrich Adolph Gottlieb von Eyben (de) (1805-1889), fonctionnaire administratif mecklembourgeois
- Gottfried Frey (de) (1871-1952), hygiéniste, fonctionnaire ministériel et écrivain
- Ferdinand Georg Frobenius (1849-1917), mathématicien
- Adolf-Henning Frucht (de) (1913-1993), médecin et physiologiste, arrière-petit-fils de Justus von Liebig et petit-fils d'Adolf von Harnack
- Arthur Georgi junior (de) (1902-1970), libraire d'édition, associé de la maison d'édition Paul Parey et premier président de l'association allemande du commerce du livre (de).
- Balthasar Gloxin (de) (1601-1654), conseiller ducal et chanoine à Lübeck
- David Gloxin (de) (1597-1671), diplomate et maire de Lübeck
- Ludwig Güterbock (de) (1814-1895), médecin
- Ernst von Harnack (1888-1945), homme politique social-démocrate, résistant du 20 juillet 1944
- Paul von Hase (1885-1944), lieutenant-général, résistant du 20 juillet 1944
- Theodor Heinsius (1770-1849), pédagogue, linguiste et lexicographe
- Georg Heym (1887-1912), écrivain expressionniste
- Richard Heymons (1867-1943), directeur de l'Institut agricole de zoologie de Berlin
- Karl Friedrich Vollrath Hoffmann (de) (1796-1842), géographe et écrivain
- Heinrich Gustav Hotho (1802-1873), historien de l'art et philosophe
- Meinhard Jacoby (de) (1873-1956), peintre, sculpteur et entomologiste émigré
- Gerhard Juergensohn (de) (1911-1996), théologien
- Johann Theodor Jablonski (de) (1654-1731), pédagogue et lexicographe
- Walter Kaskel (de) (1882-1928), spécialiste du droit du travail
- Heinrich Kiepert (1818-1899), géographe et cartographe
- Adolf Kirchhoff (1826-1908), philologue, spécialiste de l'Antiquité
- Wilhelm Klingenberg (1924-2010), mathématicien
- Paul Koebe (1882-1945), mathématicien
- Gerhard Köpke (de) (1873-1953), fonctionnaire consulaire
- Fritz Krischen (de) (1881-1949), architecte et archéologue classique
- Wilhelm von Kuhlmann (de) (1879-1937), ambassadeur en Amérique centrale et en Irlande
- Ernst Laas (1837-1885), pédagogue et philosophe
- Leopold zur Lippe-Biesterfeld-Weißenfeld (de) (1815-1889), ministre prussien de la Justice
- Fritz Loewe (en) (1895-1974), explorateur polaire et glaciologue
- Erhard Milch (1892-1972), maréchal
- Mark Heinrich von Nathusius (de) (1932-2020), major général de l'armée allemande
- Friedrich Nicolai (1733-1811), éditeur et écrivain
- Johann Friedrich Nolte (de) (1694-1754), directeur d'école à Schöningen et philologue
- Johann Carl Conrad Oelrichs (de) (1722-1799), historien
- Jürgen Oesten (1913-2010), officier de marine
- Heinrich Otte (de) (1808-1890), pasteur et archéologue de l'art
- Hans Paasche (1881-1920), officier de marine, pacifiste, écrivain
- Gotthold Pannwitz (1861-1926), médecin, fondateur du Comité central allemand de lutte contre la tuberculose
- Erwin Panofsky (1892-1968), historien de l'art et fondateur de l'iconologie
- Franz Pfemfert (1879-1954), journaliste et éditeur du magazine Die Aktion
- Friedrich Adolf Philippi (1809-1882), théologien luthérien et professeur d'université
- Johann Heinrich Leberecht Pistorius (1777-1858), commerçant, agriculteur, distillateur de spiritueux
- Erwin Planck (1893-1945), homme politique, résistant du 20 juillet 1944
- Adolf von Rauch (1805-1877), major dans le régiment des Gardes du Corps, chambellan et maréchal de la cour de la princesse Louise de Prusse, président de la Société numismatique de Berlin (de)
- Friedrich von Raumer (1781-1873), historien et homme politique
- Karl Georg von Raumer (de) (1783-1865), géologue, géographe et pédagogue
- Georg Reinbeck (de) (1766-1849), écrivain et pédagogue
- Friedrich Gabriel Resewitz (de) (1729-1806), pédagogue et abbé
- Friedrich Wilhelm Riese (1807-1879), librettiste et auteur dramatique
- Joachim Friedrich Ritter (de) (1905-1985), juriste et diplomate, ambassadeur de la République fédérale d'Allemagne
- Eugen Rosenstock-Huessy (1888-1973), historien du droit et sociologue
- Hugo Sachsse (de) (1851-1927), juriste
- Johann August Sack (1764-1831), juriste, haut président de la province de Poméranie
- Ulrich Maximilian Le Tanneux von Saint-Paul-Illaire (de) (1833-1902), officier de marine et député du Reichstag
- Emil Schallopp (1843-1919), champion d'échecs et président du bureau des sténographes du Reichstag
- Fritz Schepp (de) (1864-1940), conseiller d'école supérieur à Berlin, député de la Chambre des représentants de Prusse
- Bernhard von Schkopp (1817-1904), général d'infanterie et gouverneur de Strasbourg
- Alfred von Schlieffen (1833-1913), maréchal général prussien, chef d'état-major général et auteur du plan Schlieffen
- Carl Ludwig Theodor Schlomka (de) (1821-1894), conseiller à la Cour impériale
- Geo A. Schmidt (de) (1870-1943), fonctionnaire colonial
- Benno Schulze (de) (1836-1882), juriste et député du Reichstag
- Armin Sellheim (de) (1929-2002), directeur du service juridique du magazine d'information Der Spiegel, directeur de l'Académie de journalisme de Hambourg, directeur de l'Académie de la presse bavaroise
- Julius Springer le Jeune (de) (1880-1968), éditeur
- Heinrich August Wilhelm Stolze (de) (1798-1867), sténographe et fondateur du "système de sténographie Stolze (de)".
- Paul Stäckel (1862-1919), mathématicien
- Hermann Teuchert (1880-1972), germaniste
- Erich Vermehren (de) (1919-2005), juriste, agent et courtier en assurances
- Eberhard Wagemann (de) (1918-2010), major général de l'armée allemande
- Conrad von Wangenheim (1849-1926), homme politique agricole
- Karl von Wangenheim (de) (1797-1853), juge à la Cour d'appel de Berlin, membre de l'Assemblée nationale prussienne
- Georg Wetzel (de) (1871-1951), médecin et anatomiste
- Emil August von Wiese und Kaiserswaldau (de) (1807-1881), maire de Sprottau, député de la chambre des représentants de Prusse

### Anciens professeurs
- Wilhelm Ludwig Abeken (de) (1793-1826), philologue classique
- Hilmar Curas (de), secrétaire secret royal prussien
- Johannes Classen (1805-1891), philologue classique
- Wilhelm Dilthey (1833-1911), théologien et philosophe
- Johann Jakob Engel (1741-1802), de 1776 (probablement jusqu'en 1787) professeur de philosophie et de "belles sciences".
- Karl Fuhr (de) (1853-1917), philologue classique
- Wilhelm von Giesebrecht (1814-1889), historien
- Wolfgang Helbig (1839-1915), archéologue classique
- Johannes Horkel (1820-1861), philologue
- Johann Kießling (de) (1839-1905), physicien et météorologue
- Rudolf Köpke (de) (1813-1870), historien et journaliste
- Gustav Lehmann (de) (1853-1928), botaniste et éducateur
- Tobias Magirus (de) (1586-1652), philosophe
- Johann Heinrich Ludwig Meierotto (de) (1742-1800), géographe et pédagogue
- Augustus Meineke (1790-1870), philologue classique
- Carl Friedrich Wilhelm Müller (de) (1830-1903), philologue classique
- August Nauck (de) (1822-1892), philologue
- Karl Friedrich Passow (1798-1860), philologue et enseignant
- Johann Raue (de) (1610-1679), théologien, philologue classique, bibliothécaire
- Wilhelm Adolf Schmidt (1812-1887), historien
- Benjamin Wilhelm Daniel Schulze (de) (1715-1790), pédagogue et philologue
- Otto Schröder (de) (1851-1937), philologue classique
- Moritz Ludwig Seyffert (de) (1809-1872), philologue
- Paul Stengel (de) (1851-1929), philologue classique
- Hermann Usener (1834-1905), philologue classique et spécialiste des religions
- Peter Villaume (de) (1746-1825), professeur de morale et de "belles sciences"
- Kurt Wachsmuth (de) (1837-1905), philologue
- Ludwig Adolf Wiese (1806-1900), pédagogue et fonctionnaire ministériel
- Wilhelm Wehrenpfennig (1829-1900), publiciste et député du Reichstag
- Karl Gottlob Zumpt (1792-1849), philologue classique